# FutureLearn
FutureLearn is een Engels bedrijf dat meer dan 522 opleidingen aanbiedt volgens het principe van Massive open online course, oftewel MOOC. Het bedrijf werkt samen met meer dan 143 universiteiten en onderwijsorganisaties in verschillende landen. 
Partners van FutureLearn zijn de École nationale de l'aviation civile, Institut supérieur de l'aéronautique et de l'espace en Grenoble École de Management.
Het bedrijf werd in 2012 opgericht door The Open University.